# フィラデルフィア・キーストーンズ
フィラデルフィア・キーストーンズ（Philadelphia Keystones）は、1884年にペンシルベニア州フィラデルフィアを本拠地として、ユニオン・アソシエーションに加盟していたプロ野球チーム。

## 球団史
1884年のユニオン・アソシエーション設立にあわせて編成され、シーズン当初から参加していたが、当時フィラデルフィアではナショナルリーグにクエーカーズ（現フィリーズ）、またアメリカン・アソシエーションにアスレチックスが加盟して活動していた。フランチャイズが競合し飛びぬけたスター選手もいなかったキーストーンズは集客に苦労することになる。同年クエーカーズとアスレチックスが年10万人以上の観客を動員していたのに比べ、キーストーンズはおよそ2万人弱の動員にとどまっていた。このチームは同年、かつてナショナル・アソシエーション時代に2度の首位打者となったリーヴァイ・メイエールを6年ぶりに現役復帰させ、3試合に出場させているが、これも集客策の1つと考えられている。
チームは投手ジャージー・ベークリーとサム・ウィーバーの二枚看板が弱く、なかなか勝ち星を挙げられなかった。1884年7月2日から7月12日までの間に8連勝した記録はあるが、通算の勝率は3割程度にとどまった。8月初めに運営が行き詰まりチームは解散。残り日程の消化のためウィルミントン・クイックステップスがリーグに参加することになった(しかしクイックステップスも同年途中で解散し、更なる残り日程はミルウォーキー・ブルワーズが消化することになった)。

## 戦績
※順位は勝率による。
| 年度   | リーグ | 試合 | 勝利 | 敗戦 | 勝率 | 順位 | 監督                 | 本拠地        |
| ------ | ------ | ---- | ---- | ---- | ---- | ---- | -------------------- | ------------- |
| 1884年 | UA     | 67   | 21   | 46   | .313 | 8位  | ファーギー・マローン | Keystone Park |

## 所属した主な選手
- バスター・フーバー：外野手。打率.346を記録、同年フィリーズに移籍。
- ジャック・クレメンツ：フィリーズに1897年まで在籍、打率.286。珍しい左利きの捕手だった。

## 主な球団記録
- 通算安打数：100（バスター・フーバー）
- 通算得点数：76（バスター・フーバー、ビル・キーンズル）
- 通算勝利数：14（ジャージー・ベークリー）